# Deoria
Deoria é uma cidade e um município no distrito de Deoria, no estado indiano de Uttar Pradesh.

## Geografia
Deoria está localizada a 26° 30′ N, 83° 47′ L. Tem uma altitude média de 68 metros (223 pés).

## Demografia
Segundo o censo de 2001, Deoria tinha uma população de 104,222 habitantes. Os indivíduos do sexo masculino constituem 53% da população e os do sexo feminino 47%. Deoria tem uma taxa de literacia de 73%, superior à média nacional de 59.5%: a literacia no sexo masculino é de 79% e no sexo feminino é de 67%. Em Deoria, 13% da população está abaixo dos 6 anos de idade.